# Rim Tim Tagi Dim
„Rim Tim Tagi Dim” pjesma je hrvatskog pjevača i tekstopisca Marka Purišića, poznatijeg pod umjetničkim imenom Baby Lasagna. Pjesma u svibnju 2024. godine predstavlja Hrvatsku na Pjesmi Eurovizije 2024. nakon što je s 321 bodom ostvarila pobjedu na Dori 2024. Pjesma je ostvarila najbolji plasman Hrvatske na Pjesmi Eurovizije, osvojivši drugo mjesto s 547 bodova. 
Kao najuspješnija hrvatska pjesma na Pjesmi Eurovizije, „Rim Tim Tagi Dim” je zbog popularnosti među hrvatskom i europskom publikom ostavila znatan utjecaj na domaću popularnu kulturu i prema brojnim medijima stekla status fenomena. S ulaskom na glazbene top-ljestvice u više od 15 zemalja i s preko 30 milijuna pregleda na YouTubeu, pjesma je ostvarila značajan komercijalan uspjeh te omogućila Purišiću pokretanje solističke glazbene karijere. 

## Pozadina
Nakon što je do 2022. godine bio član sastava Manntra, Purišić od 2023. godine pokreće solo karijeru pod umjetničkim imenom Baby Lasagna. Pjesmu „Rim Tim Tagi Dim” napisao i skladao za svoj nadolazeći album Demons & Mosquitoes. Pjesma je ukupno treći singl s albuma, nakon pjesama „IG Boy” i „Don't Hate Yourself, But Don't Love Yourself Too Much”, objavljenih u listopadu i prosincu 2023. godine. Prema Purišiću, pjesma nije trebala biti singl niti je bila napisana za Doru, no njegov prijatelj je u njoj prepoznao potencijal i potaknuo Purišića da ju prijavi na Doru 2024.
„Rim Tim Tagi Dim” govori o mladiću koji tjeskobno napušta svoju ruralnu sredinu u nadi za pronalaskom boljeg života u urbanoj sredini. Prema Purišiću, „Rim Tim Tagi Dim” predstavlja narodni ples fiktivnog sela kojeg mladi protagonist pjesme napušta. Purišić je u brojnim intervjuima istaknuo kako je pjesma inspirirana masovnim iseljavanjem mladih ljudi iz Hrvatske koji su u potrazi za boljim prilikama u inozemstvu, te kako njome pokušava dočarati anksioznost kojom se ljudi, a često i on sam, bore iz dana u dan.

## Promocija
Glazbeni video za pjesmu bio je objavljen 20. veljače 2024. godine. Režirala ga je Purišićeva partnerica Elizabeta Ružić, a sniman je na nekoliko lokacija u Istri. Video prikazuje mladića okruženog lokalnim stanovništvom i domaćim životinjama koji napušta svoje selo.
Uoči sudjelovanja na Pjesmi Eurovizije, Purišić je održao brojne nastupe s pjesmom „Rim Tim Tagi Dim”. Na dan 22. ožujka 2024., pjesmu je izveo na dodjeli 30. nagrade Večernjakova ruža.  Osim toga, nastupio je i na predeurovizijskim partyjima u Amsterdamu, Madridu i Londonu.  Tijekom svog boravka u Nizozemskoj, Purišić je 12. travnja izveo „Rim Tim Tagi Dim” i u nizozemskoj emisiji Beau.  Na dan 21. travnja bio je glazbeni u gost u emisiji Radiotelevizije Slovenije.
Na dan 8. travnja 2024. godine, HRT je pozvao obožavatelje diljem zemlje na javni plesni događaj na kojemu su razne plesne skupine izvele koreografiju na Purišićevu pjesmu. Događaj se održao u pet hrvatskih gradova (Zagreb, Split, Umag, Osijek i Zadar), a snimke izvedbe plesnih skupina i fanova prikazale su se u HRT-ovim emisijama Dobro jutro, Hrvatska, Kod nas doma i u središnjem Dnevniku te na društvenim mrežama. HRT je 16. travnja objavio i glazbeni video pod naslovom „Hrvatska pleše Rim Tim Tagi Dim” koji prikazuje snimke s događaja. Koreografiju za video osmislila je Tiha Bogdanović. Osim nastupa plesnih skupina iz pet gradova u kojima se održalo snimanje, u glazbenom videu prikazane su i snimke brojnih građana koji su poslali podršku Purišiću, uključujući i koreografije djelatnika Hrvatske pošte, MUP-a, Vatrogasne postaje Zagreb, članova HNK-a Zagreb te predstavnika brojnih turističkih zajednica diljem Hrvatske.
Purišić je u travnju 2024. godine u sklopu promocije pjesme predstavio i liniju proizvoda, uključujući majice s dizajnima mačaka i tekstom stiha iz pjesme koji se referira na mačke. Zahvaljujući popularnosti stiha koji spominje mijaukanje mačke, Purišić je u ožujku iste godine bio jedan od gostiju na međunarodnoj izložbi mačaka u Zagrebu.

## Na Euroviziji

### Dora 2024.
Dana 15. prosinca 2023. godine, HRT je objavio popis od 24 pjesama koje će se natjecati na Dori 2024. Pjesma „Rim Tim Tagi Dim” bila je na popisu kao jedna od četiri rezervne pjesme. Nakon što je 3. siječnja 2024. godine bilo objavljeno da Zsa Zsa odustaje od natjecanja na Dori, „Rim Tim Tagi Dim” ulazi u izbor. Pjesma je idućega dana, zajedno s ostalim natjecateljskim pjesmama Dore 2024., premijerno bila puštena u emisiji Svijet diskografije na Drugom programu Hrvatskoga radija. Dana 9. siječnja, HRT je objavio pjesmu na službenom YouTube kanalu Dore.
Baby Lasagna izveo je „Rim Tim Tagi Dim” u drugom polufinalu Dore 2024., koje se održalo 23. veljače 2024. Pjesma je osvojila dovoljan broj glasova publike, ušavši time u finale natjecanja koje se održalo 25. veljače. U finalu Dore, „Rim Tim Tagi Dim” osvaja ukupno 321 bod zbrojenih glasova publike i žirija, čime postaje pobjednička pjesma Dore 2024.

### U Malmöu
Baby Lasagna izveo je „Rim Tim Tagi Dim” u prvom dijelu prvog polufinala Pjesme Eurovizije 2024. održanog 7. svibnja 2024. godine. Nastupao je sedmi po redu od ukupno petnaestero država koje se natječu u prvom polufinalu. Baby Lasagna je prvu probu za nastup imao 27. travnja, a na isti je dan HRT objavio kostim u kojemu će on i njegov tim nastupiti na eurovizijskoj pozornici. Kostime je dizajnirala Valentina Pliško, koja također potpisuje i kostime dizajnirane za nastup na Dori. Kostim s čipkastim motivima na rukavima je opisan kao „kombinacija hrvatske narodne nošnje i folklora s metalom”. S Baby Lasagnom su na sceni nastupili i Luana Kličić i Sebastijan Žeželić u ulozi plesača te bubnjar Matija Klaj i gitaristi Mihael Žipovski i Dino Josipović.
Pjesma je nakon prvog polufinala natjecanja osvojila 177 bodova (1. mjesto) po glasovima publike, te je time odabrana za izvođenje u finalu Pjesme Eurovizije 11. svibnja. U finalu je osvojila 337 bodova od publike (1. mjesto) te 210 bodova od žirija (3. mjesto, iza Švicarske i Francuske) te je s ukupno 547 bodova osvojila 2. mjesto.

### Nakon Eurovizije
Na zagrebačkom Trgu bana Jelačića organiziran je doček Baby Lasagne koji se održao na dan 12. svibnja, odnosno dan nakon finala Pjesme za Eurovizije, a prenosio se i uživo na Prvom programu Hrvatske radiotelevizije.  Dočeku su, osim brojnih građana, prisustvovali i gradonačelnik grada Tomislav Tomašević i premijer Andrej Plenković. Na dočeku je po nekim procjenama bilo oko 6000 ljudi. U zahvalu za osvojeno 2. mjesto na Eurosongu 2024., Vlada Republike Hrvatske odobrila je nagradu od 50 000 eura koju je Purišić odbio zamolivši da se novac donira u humanitarne svrhe. Doček Baby Lasagne organiziran je i u njegovom rodnom Umagu.

## Uspjeh i utjecaj

### Kritički uspjeh
Josip Bošnjak je za Index.hr pjesmu opisao kao „neobičan glazbeni oksimoron” i „tužnu današnju svakodnevicu u vedrom istarskom melosu”. Marina Radoš je na istom portalu navela kako HRT-ov stručni žiri koji je "Rim Tim Tagi Dim" svrstao u rezervu Dore 2024 treba dati ostavku, nazvavši pjesmu potencijalnim eurovizijskim pobjednikom. Anđelo Jurkas je za mixer.hr ocijenio pjesmu ocjenom 8 od 10, navodeći kako „ovakve ritmično rimične bedastoće koje ne znaju što hoće, ali znaju što neće, ispadaju najmanje smeće”. Urednik njemačkog eurovizijskog portala ESC Kompakt Benjamin Hertlein objavio je recenziju u kojoj stoji da je pjesma „energična i instrumentalno raznolika” te da „ima puno energije zahvaljujući rock elementima, vrlo zarazan refren i onomatopejski hook koji odmah možete zapjevati”. Osmero urednika istog portala pjesmi je dalo 72 od ukupnih 96 bodova. Pjesmu su javno pohvalili, između ostalih, pjevačica Zorica Kondža, književnica Vedrana Rudan, prethodni hrvatski eurovizijski predstavnici Jacques Houdek, Let 3 te pobjednica Pjesme Eurovizije 1989. Emilija Kokić.
Na dan 6. siječnja, tek dva dana nakon objave pjesme, Purišić je dao intervju za eurovizijski portal Wiwibloggs koji ga je nazvao „internacionalnim favoritom obožavatelja [Eurovizije]”. Čitatelji istog portala su u travnju 2024. godine izglasali „Rim Tim Tagi Dim” kao favorita za pobjedu u prvom polufinalu Pjesme Eurovizije 2024.
Pjesma je naišla i na negativne recenzije. Glazbeni kritičar Hrvoje Horvat je za Večernji list pjesmu prozvao najlošijom pjesmom Dore 2024., navodeći da je „Rim Tim Tagi Dim” preslika pjesme „There's A Party In My Head” glazbenog sastava Pain i singla "Espectro" španjolskog DJ-a Adriana de la Vege. Pjesma je radi sličnosti naišla na optužbe za plagijat, ali i na brojne usporedbe s pjesmom „Cha Cha Cha” kojom je Käärijä predstavljao Finsku na Pjesmi Eurovizije 2023. Pjesmu je kritizirao i Dado Topić, hrvatski predstavnik na Pjesmi Eurovizije 2007., nazvavši je „totalnim promašajem”.

### Komercijalni uspjeh
Pjesma je u tjednu od 19. do 25. svibnja 2024. godine skočila s drugog na na prvo mjesto Billboardove top-ljestvice Croatia Songs. Osim u Hrvatskoj, Rim Tim Tagi Dim zasjela ja na top ljestvice u više od 15 zemalja Europe, uključujući i Billboardovu globalnu top-ljestvicu Global 200. Pjesma se našla i na Spotifyjevoj Global Viral Top 50 ljestvici, a Baby Lasagna je na istoj platformi krajem svibnja 2024. prestigao broj od 4 milijuna slušatelja mjesečno. 

### Kulturalni utjecaj
„Rim Tim Tagi Dim” je ubrzo nakon objave u siječnju 2024. godine stekla iznimnu popularnost u Hrvatskoj, a Purišić je zahvaljujući pjesmi pridobio veliku pažnju javnosti i medija. Purišić je prema brojnim internetskim portalima kao što su Index.hr, story.hr i Zagreb.info na račun pjesme dobio status medijske senzacije, a brojni su mediji uspjeh pjesme opisali kao fenomen. Pjesmu je u ožujku citirao i predsjednik Hrvatskoga sabora Gordan Jandroković kao odgovor na pitanje novinarke o tome kojim stihom bi ocijenio Deseti saziv Hrvatskog sabora. U travnju iste godine, švedski tabloid Aftonbladet naveo je Baby Lasagnu i Taylor Swift kao jedne od istaknutih pjevačkih zvijezda čiji se nastupi iščekuju u Malmöu tokom svibnja 2024. Gradonačelnik Zagreba Tomislav Tomašević je osvojeno drugo mjesto na Pjesmi Eurovizije opisao kao „najveći pop-kulturni uspjeh u povijesti moderne Hrvatske”, a Hrvatska turistička zajednica je Purišiću pripisala zasluge za pozitivnu promociju Hrvatske u Europi i svijetu. Leticija Hrenković je u članku za Agroklub napisala kako bi Baby Lasagna mogao promijeniti stav prosječnog Hrvata prema ruralnom, navodeći da su vrijednosti koje Purišić promiče „ukorijenjene u naš ruralni prostor i stanovnike sela, naročito one koji su suzama ispratili svog člana u tuđinu”.
Pokret rukom kojeg su Purišić i plesači izvodili na pozornici Dore i Pjesme Eurovizije postao je prepoznatljiv simbol pjesme, a osmislila ga je koreografkinja Luana Kličić. Osim što se pokret izvodio u glazbenom spotu Hrvatske radiotelevizije „Hrvatska pleše Rim Tim Tagi Dim” pokret su uoči Purišićevog nastupa na Euroviziji u javnim nastupima izvodile i brojne poznate osobe, uključujući i Severinu i Doris Dragović te premijera Republike Andreja Plenkovića. Pokret se popularizirao i u televizijskim medijima; izvadili su ga djelatnici RTL-a, te voditelji informativnog programa RTL Danas i emisije Dobro jutro, Hrvatska.
Zahvaljujući detaljima čipke koji su korišteni u dizajnima kostima i scenografije nastupa na Euroviziji i koji su postali simbol pjesme, mediji su Purišiću pripisali zasluge za popularizaciju tabletića, odnosno hrvatske čipke. RTL je uoči nastupa na Eurovziji pokrenuo „tabletićmaniju”, nagradnu igru u kojoj su obožavatelji pjesme mogli poslati fotografije ili videozapise vlastitih tabletića.

## Nagrade
Pjesma je osvojila nagradu Cesarica za hit siječnja 2024. godine. „Rim Tim Tagi Dim” je u travnju iste godine odnijela pobjedu u anketi OGAE-a, međunarodne zajednice obožavatelja Eurovizije osnovane 1984 godine. U anketi je glasovalo 5700 osoba diljem Europe, a „Rim Tim Tagi Dim” je s osvojenih 357 boda prva hrvatska predstavnička pjesma koja je odnijela pobjedu otkako se anketa održava od 2007. godine.
| Godina | Nagrada                | Kategorija         | Rezultat  | Izvori |
| ------ | ---------------------- | ------------------ | --------- | ------ |
| 2024.  | Cesarica               | Hit siječnja 2024. | Osvojeno  | [ 64 ] |
| 2024.  | Marcel Bezençon Awards | Press Award        | Osvojeno  | [ 66 ] |
| 2024.  | OGAE                   | OGAE anketa        | 1. mjesto | [ 65 ] |
| 2025.  | Porin                  | Pjesma godine      | Osvojeno  | [ 67 ] |

## Top ljestvice
| Ljestvice (2024.)                  | Najviša pozicija |
| ---------------------------------- | ---------------- |
| Austrija (Billboard)               | 17.              |
| Češka (Singles Digitál Top 100)    | 57.              |
| Belgija (Ultratop 50 Flanders)     | 46.              |
| Finska (Suomen virallinen lista)   | 4.               |
| Global 200 (Billboard)             | 139.             |
| Greece International (IFPI)        | 45.              |
| Hrvatska (Croatia Songs)           | 1.               |
| Hrvatska (HR Top 40)               | 1.               |
| Irska (IRMA)                       | 26.              |
| Island (Plötutíðindi)              | 15.              |
| Latvija (LAIPA)                    | 6.               |
| Litva (AGATA)                      | 4.               |
| Luksemburg (Billboard)             | 16.              |
| Nizozemska (Single Top 100)        | 41.              |
| Netherlands Tip (Dutch Top 40)     | 15.              |
| Njemačka (Official German Charts)  | 50.              |
| Norveška (VG-lista)                | 33.              |
| Poljska (Polish Streaming Top 100) | 28.              |
| Švedska (Sverigetopplistan)        | 6.               |
| Švicarska (Schweizer Hitparade)    | 11.              |
| UK Singles (OCC)                   | 36.              |